# Kłenoweć
Kłenoweć (ukr. Кленовець) – wieś na Ukrainie, w obwodzie zakarpackim, w rejonie mukaczewskim, w hromadzie Kolczyno. W 2001 liczyła 1287 mieszkańców, spośród których 1265 wskazało jako ojczysty język ukraiński, 12 rosyjski, 2 niemiecki, 7 słowacki, a 1 inny. W 2023 liczyła 1243 mieszkańców.